# Kelvinator

Logo

Kelvinator ist ein US-amerikanischer Hersteller von Haushalts-Großgeräten, der seit 1986 zum schwedischen Electrolux-Konzern gehört. Ihren Namen hat die Firma von William Thomson, 1. Baron Kelvin, der das Konzept des absoluten Nullpunkts entwickelte, und nach dem auch die Kelvin-Temperaturskala benannt wurde. Der Name wurde für eine Firma, die Eis- und Kühlschränke herstelle, als passend erachtet.

## Geschichte
Kelvinator wurde 1914 in Detroit (Michigan) von Ingenieur Nathaniel Wales gegründet, der seine Idee eines praktischen, elektrischen Kühlschrankes für den Haushalt Edmund Copeland und Arnold Goss vorstellte. Die Firma nahm 1916 den Namen Kelvinator als Reverenz für den britischen Physiker Lord Kelvin an.
1926 kaufte die Gesellschaft Leonard auf, eine Firma, die schon 1881 gegründet worden war. 1928 kam George W. Mason in die Geschäftsleitung von Kelvinator. Unter seiner Führung verringerte die Firma ihre Produktionskosten und vergrößerte ihre Marktanteile, indem sie unter anderen mit der Kelvinator Limited England eine Tochterfirma in London gründete.
1936 fusionierte die Gesellschaft mit Nash Motors und firmierte forthin als Nash-Kelvinator Corporation. Dies war Teil eines Geschäftes, das Mason an die Spitze der fusionierten Firma brachte. 1952 kaufte man die Altdorfer Bros. Company auf, die Haushaltswaschmaschinen unter dem Markennamen ABC herstellte.
Als Nash-Kelvinator 1952 mit der Hudson Motor Car Co. fusionierte, wurde Kelvinator eine Abteilung des sich ergebenden Konzerns American Motors Corporation (AMC). In den frühen 1950er-Jahren führte Kelvinator den ersten selbstentfrostenden Einbaukühlschrank ein. In den 1960er-Jahren stellte Kelvinator die ersten Kühlschränke mit Dekorrahmen vor, die es den Käufern ermöglichten, die Kühlschranktüre an das Dekor ihrer Küchenfronten anzupassen.
1968 wurde Kelvinator von AMC an White Consolidated Industries verkauft.
Das philippinische Unternehmen Conception Industries erwarb 1977 die Namensrechte an Kelvinator für die Vermarktung von Klimaanlagen. Die Firma fusionierte 1997 mit dem amerikanischen Unternehmen Carrier und firmiert seither unter dem Namen Conception-Carrier Air Condition Company (CCAC). Der Markenname Kelvinator wird weiterhin genutzt.
Die britischen Markenrechte wurde 1979 an das italienische Unternehmen Candy verkauft, welches den Markennamen bis 2002 nutzte.
1986 wurde der amerikanische Teil des Unternehmens von Electrolux aufgekauft und der Firmensitz nach Pittsburgh verlegt.
Unter der Marke Kelvinator entwickelt und vertreibt Electrolux heute Haushaltsgeräte für private Anwendungen sowie gewerbliche Küchengeräte auf dem US-amerikanischen Markt, in Argentinien sowie im mittleren Osten.